# Apospasta
Apospasta é um gênero de traça pertencente à família Arctiidae.